# Petri Aarnio
Petri Aarnio (* 1965) ist ein finnischer Geiger und Musikpädagoge.

## Leben
Petri Aarnio studierte am Itä-Helsingin Musiikkiopisto [Musikinstitut Helsinki-Ost] bei dem ungarischen Violinprofessor Géza Szilvay (* 1943). An der Sibelius-Akademie studierte er bei Lajos Garam (* 1939). Von 1984 bis 1990 studierte er in New York City an der Juilliard School bei Dorothy DeLay und Joel Smirnoff, dem damaligen Leiter der Abteilung Violine an der Juilliard School und späteren Leiter des Juillard String Quartetts. 1990 wurde er dort graduiert. Er spielte im Juillard Orchestra und arbeitete mit dem New York Philharmonic Orchestra und dem Orchester der Metropolitan Opera unter Dirigenten wie Leonard Bernstein, Seiji Ozawa, Zubin Mehta und James Levine. Nach seiner Rückkehr spielte er zeitweise als stellvertretender Konzertmeister beim Orchester der Finnischen Nationaloper FNO. Er war Konzertmeister beim Avanti! Chamber Orchestra und dem Finnischen Kammerorchester. Seit 1991 ist Petri Aarnio Mitglied beim Sinfonieorchester des Yleisradio und seit 1996 erster Konzertmeister dort. Seit 1997 unterrichtet er selbst an der Sibelius-Akademie. Seit 1991 ist er Mitglied des Uusi Helsinki -kvartetti UHK [Neues Helsinki-Quartett] und seit 2000 Erster Violinist. Das Quartett besteht im Jahr 2019 neben Aarnio aus der Geigerin Taija Angervo, dem Bratschisten Ilari Angervo und dem Cellisten Tuomas Lehto. Alle sind Mitglieder des Sinfonieorchesters des Yleisradio. Mit der Pianistin Naoko Shibayama und dem Cellisten Erkki Lahesmaa spielt er zusammen im Trio Ad Libitum. Er ist als Kammermusiker und Solist in ganz Europa, den Vereinigten Staaten, Südamerika, Japan, China und Ägypten aufgetreten. Petri Aarnio spielt eine Violine von Vincenzo Ruggeri (1663–1719) aus dem Jahr 1696. Er unterrichtet auch an der Tampere University for applied sciences.
Am 21. September 2011 spielte Petri Aarnio im Musiikkitalo als Solist die Uraufführung des Violinkonzerts des finnischen Komponisten Ville Matvejeff (* 1986) mit dem Sinfonieorchester des Yleisradio unter Osmo Vänskä. Bei einer Russlandtournee des Orchesters des Yleisradio zum 100. Jubiläum der finnischen Unabhängigkeit war Aarnio Solist bei einer Aufführung des Doppelkonzerts für Violine, Violoncello und Orchester von Väinö Raitio in Wyborg. Es spielte das Orchester des Yleisradio unter der Leitung von Hannu Lintu.
Zu Aarnios Violinschülern zählen Pasi Eerikäinen (* 1979), Siljamari Heikinheimo, Leena Jaakkola, Kirsi-Maj Plunsern geb. Katajmäki, Maija Sinisalo und Johannes Hakulinen.